# Jörgen Martinsson

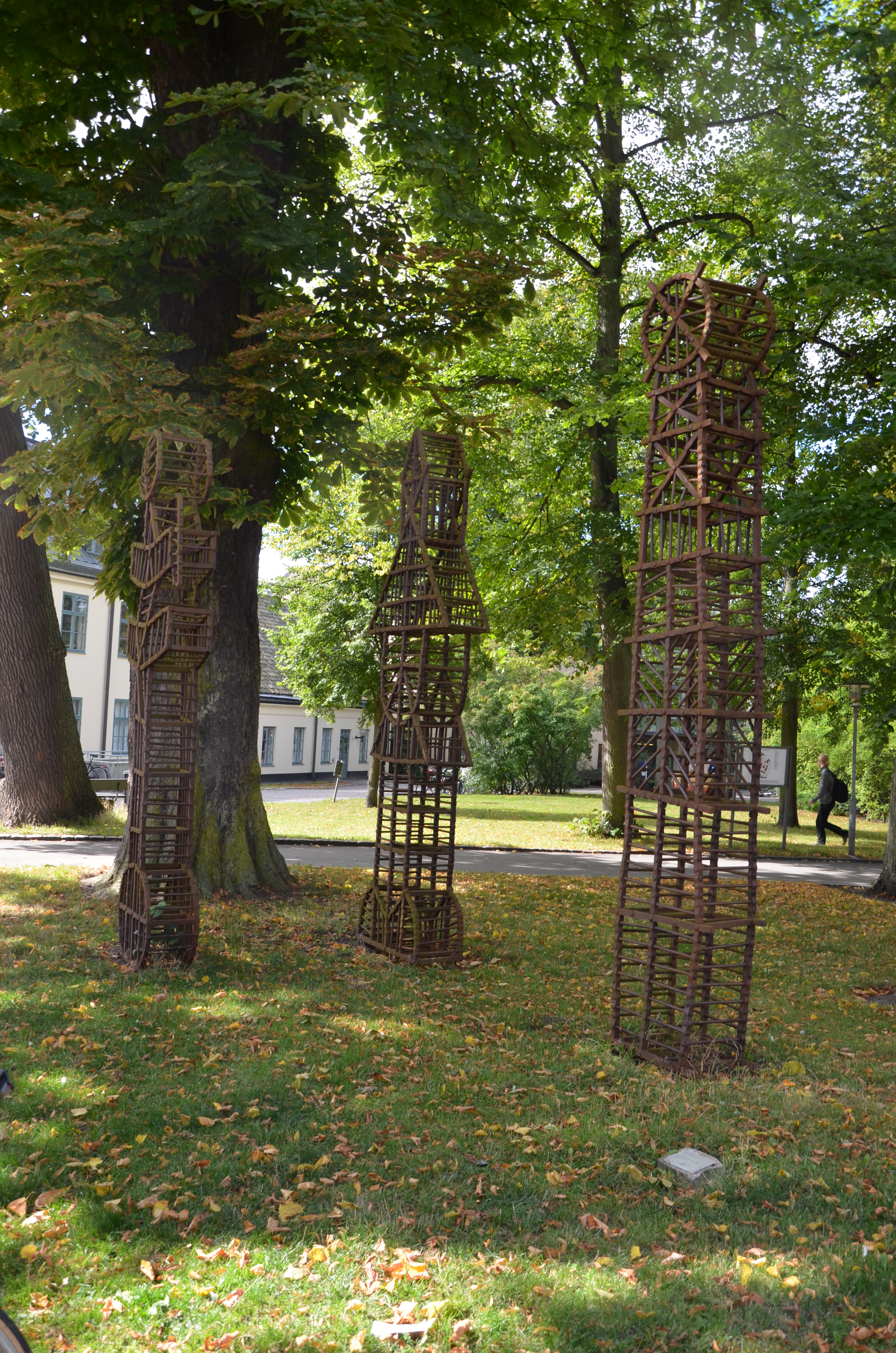
De tre parkväktarna i Lund

Jörgen Martinsson, född 24 oktober 1935 i Malmbäck, är en svensk skulptör och målare
Jörgen Martinsson växte upp i Malmbäck i en familj med tio syskon. Han var gesäll i möbeltapetsering och arbetade ett par år med möbelrenovering och gick sedan två och ett halvt år på  Jära folkhögskola i Malmbäck. Han utbildade sig på skulpturlinjen på Konstfack i Stockholm 1961-64 samt på Kungliga Konsthögskolan i Stockholm för Arne Jones och Asmund Arle 1964-69. 

## Verk i urval
- Sex grindar, smide, Lantmäteriverket i Gävle
- Människa i rum, brons, utanför Eksjö museum
- Altartavla, brons, Dalstorps kyrka[1]
- Tre väktare, järnsmide, 1982, utanför gamla lasarettet, Sandgatan i Lund
- Djurskötaren, relief i betong, bostadskvarteret Halden 3 vid Arne Gardborgsgången i Husby, Stockholm